# Les Trois-Lucs
Les Trois-Lucs est un quartier de la commune française de Marseille, dans le 12e arrondissement.

## Géographie
Le quartier des Trois-Lucs est situé à l'est de la ville de Marseille, à l'extrémité du plateau Beaumont, qui s'étend entre la ville et le massif du Garlaban. Il est entouré par les quartiers des Caillols à l'ouest, des Olives au nord-ouest, de la Valentine au sud-est, et par la commune d'Allauch (quartier Enco de Botte) au nord et à l'est. Le carrefour des Trois-Lucs, autour duquel s'est développé le quartier, est établi sur un col qui fait communiquer la vallée du Jarret au nord et la vallée de l'Huveaune au sud. C'est l'un des seuls points de passage entre ces deux vallées.

## Toponymie

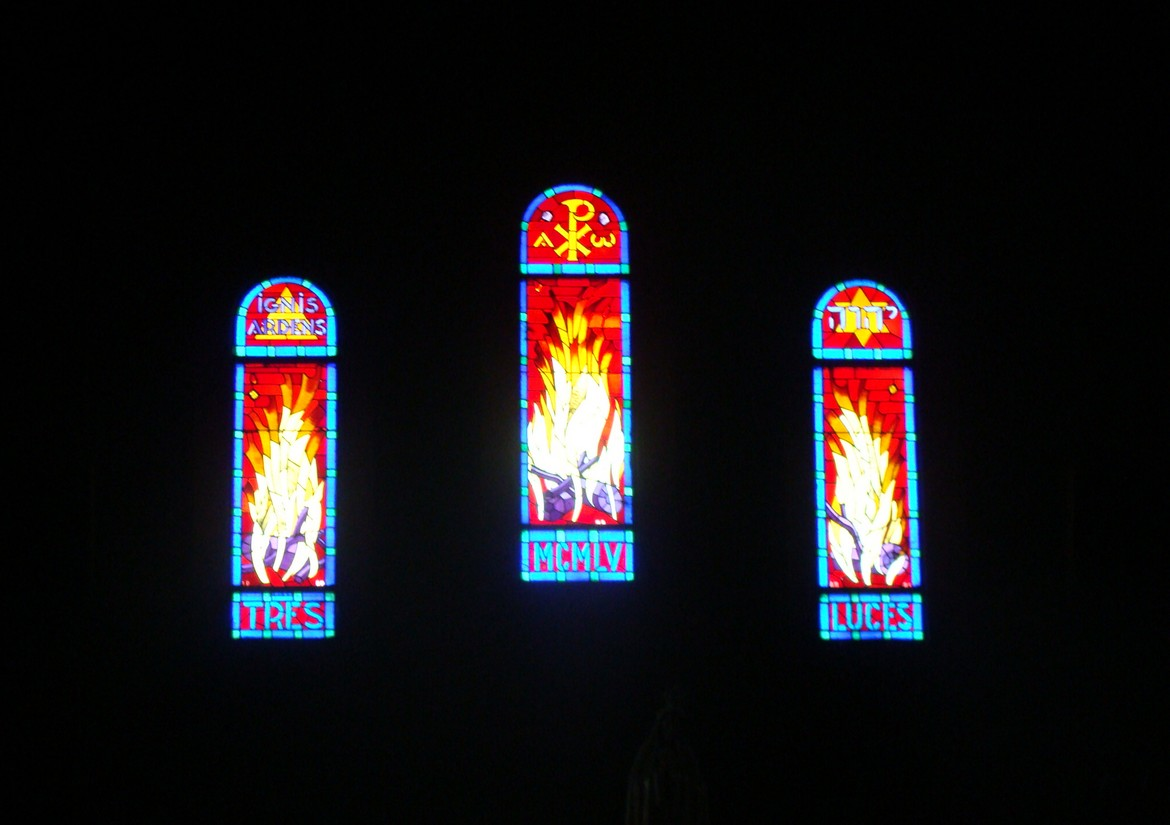
Les trois vitraux de la façade de l'église Sainte-Rita des Trois-Lucs

Le nom du lieu a varié au cours des siècles : Tras Lucs, Tres Lus (ou Luç, ou Lutz), Treillux, etc. Plusieurs interprétations ont été données à son origine. D'après Alfred Saurel, les Tres Lux seraient trois sources de lumière, parmi les postes de surveillance qui ceinturaient le territoire de Marseille. Cette interprétation est celle retenue par les concepteurs des vitraux de l'église Sainte-Rita (photo ci-contre). Un officiant de l'église, le Père Soragi, faisait référence au mot provençal trelus, signifiant orient au sens d'éclat, mais pouvant aussi désigner le lever du soleil, qu'évoque la pastorale Maurel.
Pour Albert Dauzat, le toponyme "Luc", assez répandu, a pour origine le substantif latin lucus, désignant un lieu boisé — ils étaient effectivement nombreux autour des Trois-Lucs.

## Histoire
Le lieu-dit les Trois-Lucs constituait historiquement l'aboutissement d'un « grand chemin » qui, depuis le carrefour dit des « quatre chemins des Chartreux » (aujourd'hui Cinq-Avenues) en centre-ville, montait sur le plateau Beaumont et traversait successivement Saint-Barnabé puis Saint-Julien avant d'aboutir aux zones boisées bordant la ville.
En sens inverse, les Trois-Lucs étaient l'un des points d'entrée dans Marseille par l'est. À l'époque où la commune de Marseille interdisait l'introduction des vins des communes avoisinantes, les bois des Trois-Lucs étaient fréquentés par les contrebandiers soucieux d'échapper à la vigilance des agents du fisc.
Jusqu'à la fin du XIXe siècle, le lieu est quasiment inhabité. Il est le siège de quelques campagnes qui marquent encore la toponymie : le château du Commandeur, le château Vaudran transformé en nécropole des Vaudrans, la Campagne agricole La Serviane transformée en couvent en 1880.
Mis à part l'activité agricole avec vignes et amandiers, on y trouve des carrières, des plâtrières, des tuileries et une importante soudière,.
La découverte des grottes Monnard en 1845 à l'occasion des travaux du Canal de Marseille suivi de leur exploitation touristique en 1888 avec visite des trois grottes (du Commandeur, de saint Julien et de la Marionne), du lac souterrain et la construction du chalet restaurant « aux grottes Monnard » contribue à en faire un site touristique.
À partir de 1914, la ligne du tramway voit arriver le dimanche une foule de citadins attirés par les guinguettes, jeux de boules et salles de danse. Le quartier se développera à partir de là avec le démantèlement des grandes propriétés.

## Lieux et monuments
- Le terrain de boules jouxtant le carrefour est l'un des lieux les plus typiques du quartier. Un parc public attenant borde l'avenue des Poilus.
- L'église Sainte-Rita[6] est une des rares églises françaises dédiées à la « sainte des causes désespérées ».
- En contrebas du quartier, au sud, au lieudit la Commanderie, se trouve le centre d'entraînement de l'Olympique de Marseille.
- Le canal de Marseille traverse le quartier du nord au sud, passant en tunnel sous le carrefour. Côté sud, il se divise en trois branches par tout un jeu de vannes. Une de ces branches contourne le quartier par le sud. Couverte à partir de la traverse des Caillols, elle constitue une promenade piétonne particulièrement tranquille.
- La traverse de la Salette conduit vers les derniers bois encore présents dans le secteur.
- La traverse de la Serviane conduit au monastère du même nom fondé par Marie Deluil-Martiny en 1880, à l'entrée duquel on a une vue étendue sur la vallée de l'Huveaune et l'ensemble de Marseille[7].
- Les grottes Monnard après avoir été achetées par la Brasserie du Phénix (actuellement groupe Heineken) pour assurer son approvisionnement en eau par le pompage du lac jusqu'en 1970 restent toujours sa propriété et sont actuellement inaccessibles[8].

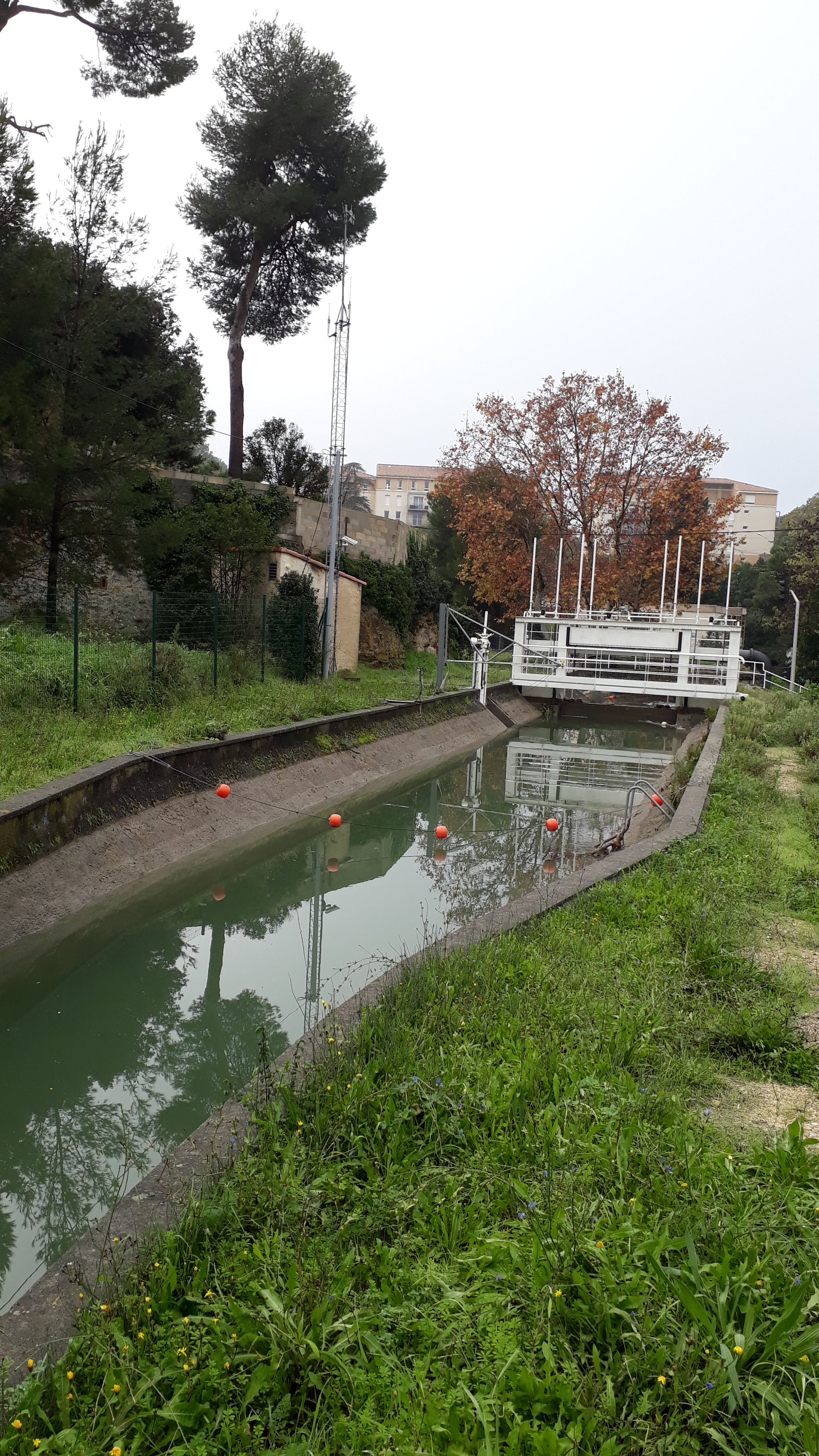
Canal de Marseille avant le siphon de la traversée sous l'avenue des Poilus
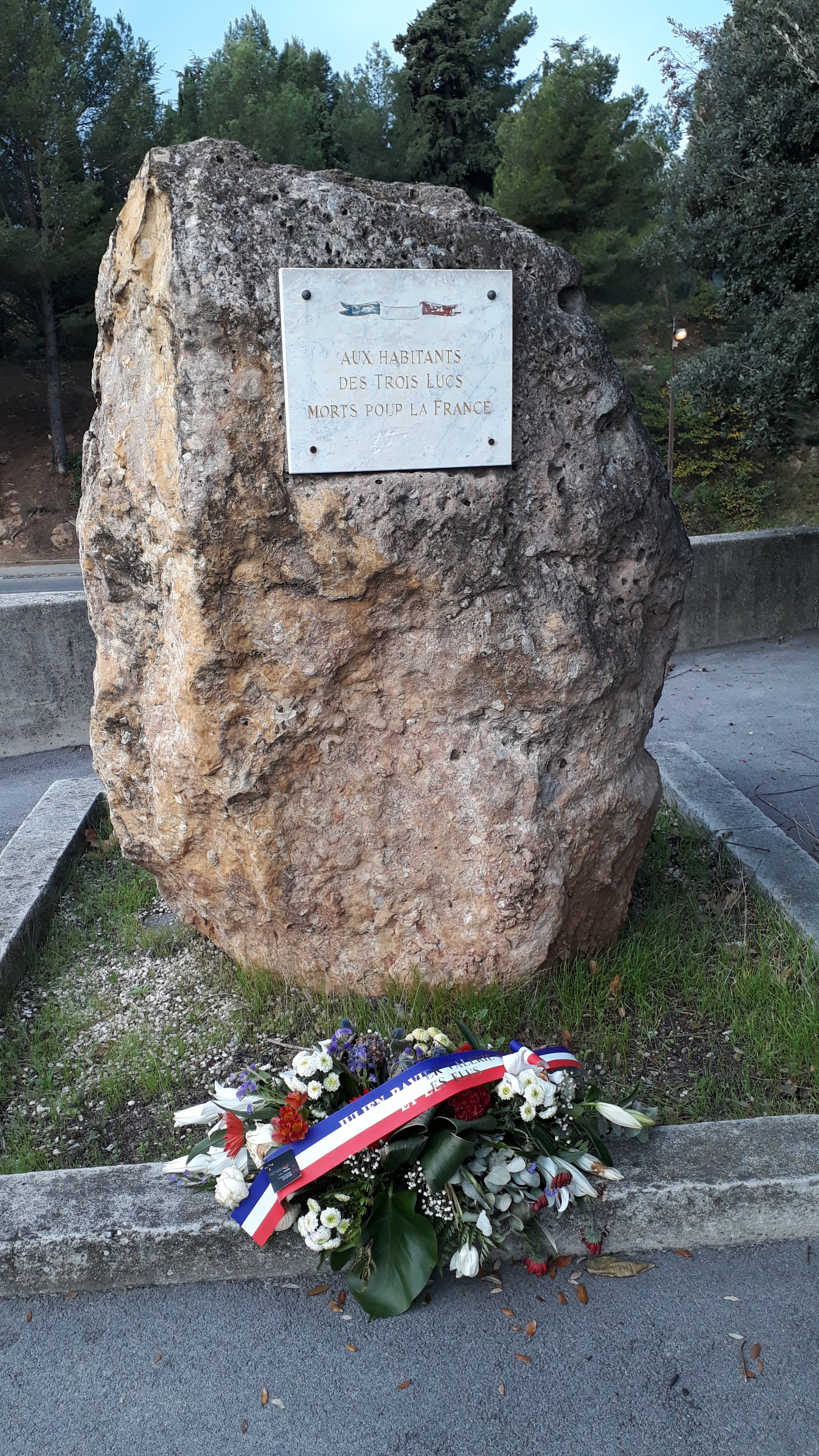
Monument aux morts au rond-point des Trois-Lucs
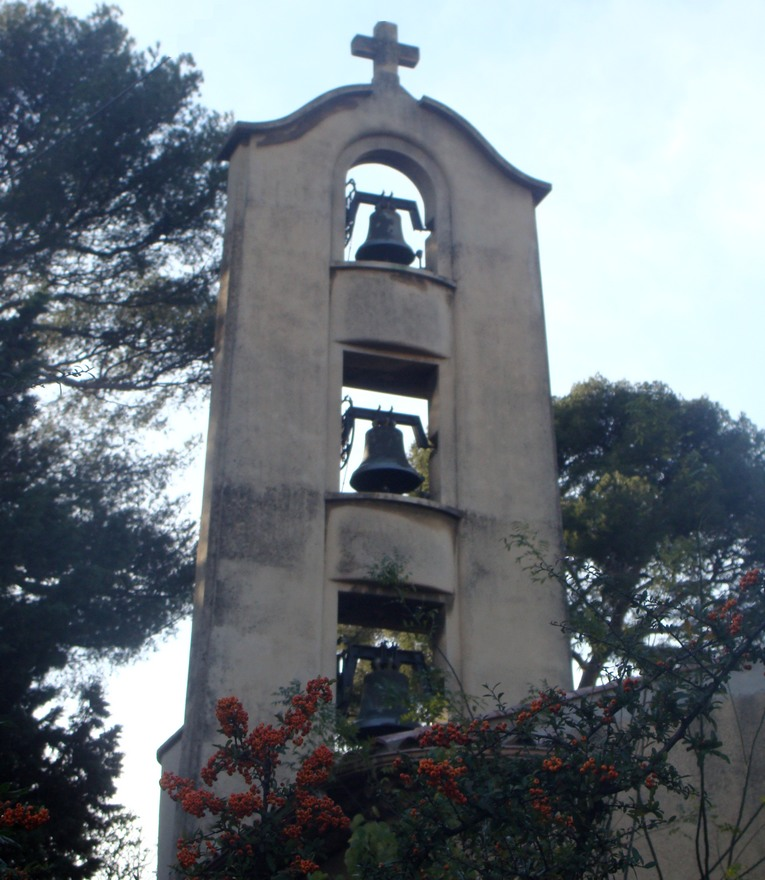
Église Sainte Rita

## Équipements et services
- Écoles publiques primaires et maternelles
- Terrain de sport (stade Espéranza)
- Maison pour tous[9]
- Centre commercial
- Église paroissiale[10]
- Institut supérieur de la Cadenelle, établissement d'enseignement privé[11]
- Plusieurs cliniques

Le quartier ne dispose d'aucun bureau de poste, ni de collège, ni de bureau municipal de proximité, ni de poste de police. La construction d'un lycée à la limite  commence en, Le lycée Monte-Christo, construit à la limite d'Allauch depuis juin 2017, ouvre ses portes avenue de Provence en septembre 2019.

## Transports et communications

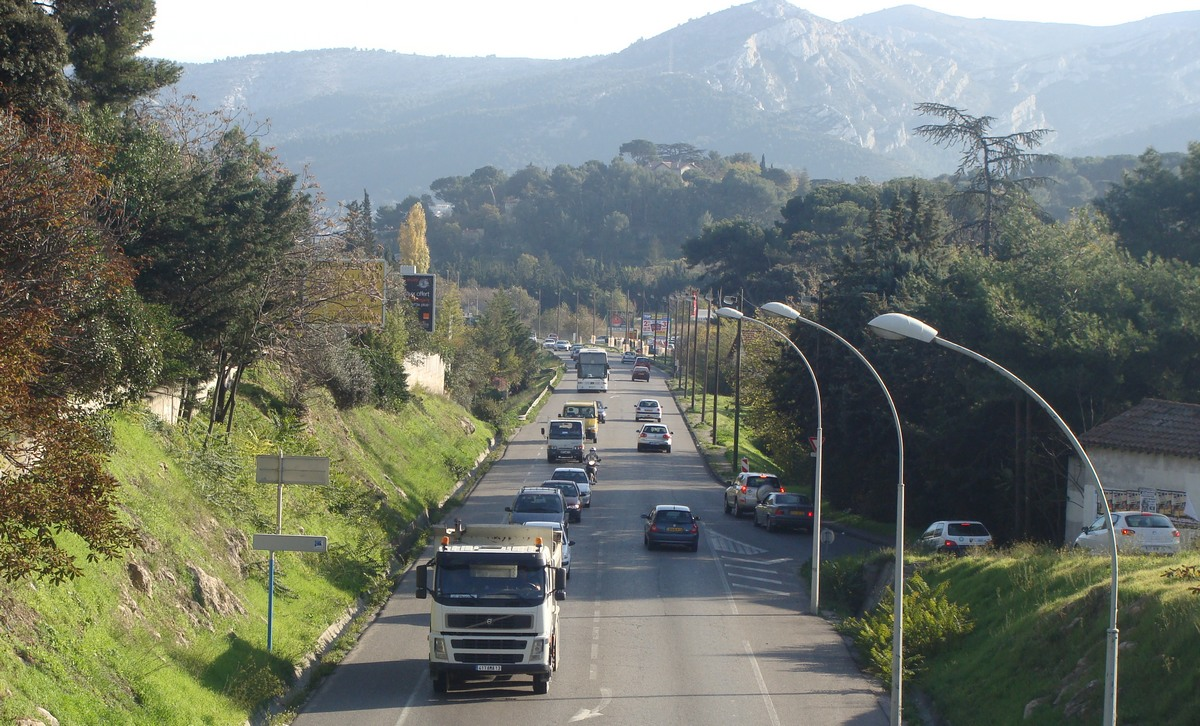
La D4 en direction de la Valentine

L'axe nord - sud qui traverse les Trois-Lucs supporte une circulation intense, et est fréquemment engorgé de part et d'autre du quartier :  
- l'avenue des Olives descend au nord vers la Rose, où elle rejoint l'avenue Jean-Paul-Sartre qui se dirige vers le centre-ville et les quartiers nord ;
- l'avenue des Peintres-Roux descend à l'opposé vers les centres commerciaux de la Valentine et l'autoroute de Toulon.

La pénétrante vers la ville par Saint-Julien, plus dégagé, a un itinéraire tourmenté et coupé de points noirs. La sortie vers Allauch est au contraire dégagée.
Le quartier est desservi par les lignes 4 et 7 de la RTM, qui le relient :
- au centre-ville par Saint-Julien et la Fourragère (métro)
- à la Rose (métro) par les Olives
- aux centres commerciaux de la Valentine.

La ligne 7 termine à la limite d'Allauch (Enco-de-Botte) ; les services 7T poursuivent vers Allauch-Barbaraou.

## Personnalités liées au quartier
- Fernand Joseph Contandin, alias Fernandel, achète le 4 avril 1935 pour son dixième anniversaire de mariage avec Henriette Manse la villa "Les Mille Roses" sur l'avenue des Trois-Lucs. Après son décès, une partie de l'avenue sera baptisée de son nom, en son honneur[13].